# Mirza Varešanović
Mirza Varešanović (Sarajevo, 31 maggio 1972) è un allenatore di calcio, dirigente sportivo ed ex calciatore bosniaco, di ruolo difensore.

## Palmarès

### Giocatore

#### Competizioni nazionali
- Campionato greco: 2

Olympiakos: 1996-1997, 1997-1998
- Coppa di Bosnia: 1

Sarajevo: 2001-2002

#### Competizioni internazionali
- Coppa Intertoto UEFA: 1

Bordeaux: 1995

### Allenatore

#### Competizioni nazionali
- Coppa di Bosnia: 1

Olimpik Sarajevo: 2014-2015